# Иерофей II Сифниот
Патриа́рх Иерофе́й II (греч. Πατριάρχης Ιερόθεος Β΄, носил фамилию Стафилопа́тис, греч. Σταφυλοπάτης) — патриарх Александрийский (20 апреля 1847 — 1 январь 1858).

## Биография
Был уроженцем острова Сифнос, благодаря чему получил прозвище Сифниот (греч. Σιφνιώτης).
В 1845 году Патриарх Александрийский Иерофей I незадолго до смерти избрал архимандрита Иерофея своим преемником на Александрийской патриаршей кафедре. Несмотря на поддержку архимандрите Иерофея со стороны египетской православной паствы и правителя Египта Мухаммада Али, после смерти Иерофея I в том же году Священный Синода Константинопольского Патриархата во главе с Патриархом Мелетием III избрал новым Патриархом Александрийским митрополита Кестентилийского Артемия (Пардалакиса). Это привело к острому конфликту Константинополя с православной общиной Египта, которую деятельно поддержал правитель Египта паша Мухаммад Али, фактически независимый от Высокой Порты. Во время визита в Константинополь в июле 1846 года Мухаммед Али передал, что ни при каких условиях не согласится на иную кандидатуру, кроме Иерофея. Константинопольский престол смирился с этим, и 30 января 1847 года Патриарх Артемий официально объявил о своём отречении от престола.
Сразу после этого Синод Константинопольского Патриархата при участии Патриарха Константинопольского Анфима IV избрал архимандрита Иерофея титулярным митрополитом Ливийским. В апреле того же года по инициативе Патриарха Анфима IV в Александрию прибыли архиереи Константинопольского, Антиохийского и Иерусалимского патриархатов. 20 апреля они совершили архиерейскую хиротонию и возвели Иерофея на Патриарший престол.
Продолжая политику Патриарха Иерофея I, начал в 1847 году строительство Благовещенского храма в Александрии. Заботился о назначении епископов на вдовствовавшие кафедры в Египте. В 1852 году пригласил в качестве директора и преподавателя каирской школы известного проповедника, греческого архимандрита Никифора (Гликаса) (впоследствии митрополита Мифимнского), который систематизировал патриаршую библиотеку в Каире.
Патриарх Иерофей II участвовал в различных Синодах для решения церковных вопросов. 6 мая 1848 года в ответ на послание Римского папы Пия IX к православным Востока было составлено окружное послание 4 восточных патриархов, в том числе Иерофея II, с осуждением католического вероучения. Был участником Синода в Константинополе в 1850 году, предоставившего каноническую автокефалию Элладской Церкви.
В 1850 году Египет вторично посетил архимандрит Порфирий (Успенский), познакомившийся с Патриархом Иерофеем II ещё во время первого визита в 1845 году. По его совету Патриархи Иерофей отправил императору Николаю I письмо с изложением тяжёлого положения Александрийской Церкви и просьбой разрешить прислать в Россию епископа для сбора пожертвований. Ходатайствуя за Александрийского Патриарха, епископ Порфирий писал русскому консулу Луговскому, что Патриарх Иерофей II привёл в порядок патриаршую библиотеку в Каире, состоявшую из 1877 печатных греческих изданий и 287 рукописей, улучшил положение монастырей святого Саввы и великомученика Георгия, александрийской больницы, строит в Александрии Благовещенский храм и намеревается построить женский пансион в Каире и храмы в Дамиетте, Розетте, Суэце и Фиваиде.
В 1851 году по ходатайству архимандрита Порфирия прошение было удовлетворено, и в следующем году для этой цели был делегирован епископ Фиваидский Никанор. Срок его пребывания в России несколько раз продлевался, были собраны значительные суммы на нужды Александрийской церкви. Материальная помощи из России стала основным источником дохода Александрийской Патриархии в этот период. 21 мая 1855 года митрополит Московский Филарет (Дроздов) передал Александрийской Патриархии храм святителя Николая в Подкопаевском переулке в Москве, при котором было устроено Александрийское подворье. Патриарх Иерофей II пожертвовал для него частицу Честного Креста и 15 частиц мощей.
Увеличение численности православной общины Египта в силу притока в страну православных греков и арабов и благоприятные условия, в которых находилось христианское население, позволили значительно укрепить положение Александрийской православной церкви. Однако возникновение и усиление общественных и благотворительными учреждений, созданными усилиями преуспевающих греческих бизнесменов стало совершенно новым явлением в общественной жизни крупных городов, где на протяжении столетий единственной легитимной общественной организацией православного населения была Александрийская православная церковь, которая, несмотря на стеснённость в средствах, старалась выполнять не только чисто церковные, но и социальные функции, например, поддерживать бедных. С появлением общин, которыми руководили энергичные и социально активные люди, эта традиционная монополия Церкви была оспорена. Трения между Патриархией и общинами начались из-за соперничества за руководство благотворительными учреждениями. Затем общины стали претендовать и на участие в делах самой Патриархии. Поводом к эскалации конфликта стало назначение Иерофеем II митрополита Ливийского Афанасия, находившегося в Бухаресте, в качестве своего преемника на патриаршем престоле. Таким образом, патриарх, используя древний институт местоблюстительства, пытался сделать процесс смены патриарха независимым и от Фанара и от османских светских властей, и от проявлявших всё большую активность православных общин. Руководство общин сочло этот момент подходящим для того, чтобы предъявить патриархии давно назревшие требования. Своё согласие с кандидатурой преемника они обусловили необходимостью определённых уступок со стороны Патриархии, в том числе касающихся её внутреннего управления. Патриарх Иерофей II был возмущён подобным поворотом дел. Его поддержали некоторые члены общин, недовольные этими и другими действиями своего руководства. Эти события положили начало затяжному конфликту, расколовшему египетских греков. Противостояние шло не только по линии соперничества между патриархией и общинами за влияние в православной диаспоре, но и по линии борьбы за доступ к руководящим должностям в общинах. В итоге Патриарх Иерофей II отменил своё решение о назначении преемника, уступив требованиям египетской общины и Константинопольского патриарха.
1 января 1858 года, возвращаясь из церкви, поскользнулся, упал и умер, не назначив себе преемника. Его преемником был избран митрополит Фессалоникийский Каллиник (Кипариссис).